# 劉建國 (台灣政治人物)
劉建國（1969年3月9日—），中華民國政治人物，民主進步黨籍，生於雲林縣斗六市，現任立法委員，曾任斗六市市民代表及雲林縣議會議員。

## 生平

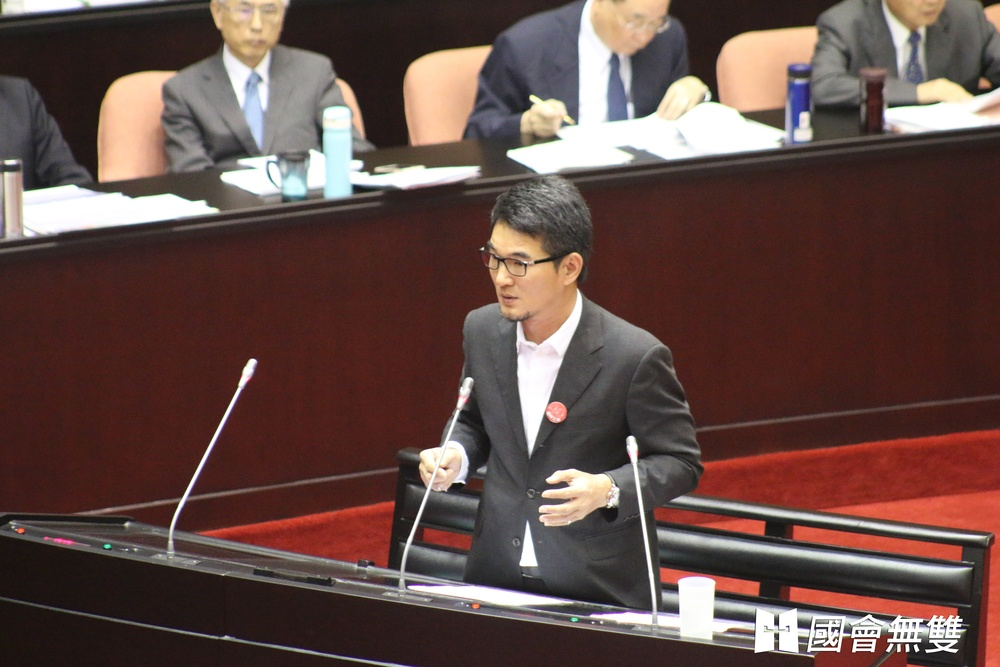
民進黨立委劉建國就總預算提出質詢

1969年生於雲林縣，1975年喪父，1993年加入民主進步黨。1994年參選斗六市市民代表失利，1998年捲土重來而當選；2002年轉戰雲林縣議員，並於2006年連任。在2008年立法委員選舉中，由民主進步黨提名參選雲林山線選區立法委員，挑戰尋求連任的立委，包括退出台聯的尹伶瑛和中國國民黨的張碩文，最終因泛綠分裂而飲恨落敗。不過，2009年底張碩文因涉及賄選遭到法院判決當選無效，劉建國遂於2009年雲林山線選區立委補選高票當選，連任立法委員至今。

## 經歷
- 2008年中華民國立法委員選舉中，獲得時任縣長蘇治芬支持，於黨內初選勝過老將林樹山，代表民進黨參選雲林縣第二選區立法委員。[1][2][3]選舉期間，一度傳出劉建國有意與臺灣團結聯盟候選人尹伶瑛協調，讓泛綠陣營推派一人參加，集中票源[4]。因泛綠整合失敗，以得票率9%的差距敗給中國國民黨提名的張碩文。
- 2008年2月19日，張碩文因賄選而遭劉建國提出當選無效之訴。最後劉建國上訴至最高法院[5]。
- 2009年6月30日，台南高分院維持一審當選無效之判決，劉建國立即宣布參與立委補選[6]。在與時任雲林縣副縣長李應元及前立委林樹山協調後，民進黨於2009年7月12日宣布提名劉建國代表該黨參與立委補選。其他兩位擬參選人均同意提名結果，支持劉建國並全力投入輔選行列[7]。
- 2009年8月5日，劉前往雲林縣選舉委員會登記參選，由於媒體與選舉對手質疑劉建國前科累累，指稱他有毀損、妨害自由、賭博、違反槍砲彈藥條例等前科[8]。但另两位立委参选人，无党籍的张辉元有案在身仍在上诉中，国民党所推的张艮辉也被指称为“黑道控制的傀儡”[9]，所以负面报道并未取得预想中的成效。
- 2009年9月26日，劉建國以74,272票、超過58%的得票率贏得補選，並於10月5日就職為雲林縣第二選區之新任立法委員。
- 2012年1月14日，當選第八屆立法委員。
- 2016年1月16日，當選第九屆立法委員。
- 2020年1月11日，當選第十屆立法委員。
- 2022年4月24日，獲民進黨選對會通過由參選第十九屆雲林縣縣長[10]。
- 2022年11月26日，最終不敵尋求連任的中國國民黨籍縣長張麗善。
- 2024年1月13日，當選第十一屆立法委員。

## 選舉紀錄
| 年度 | 選舉屆數               | 選舉區           | 所屬政黨   | 得票數  | 得票率 | 當選標記 | 備註 |
| ---- | ---------------------- | ---------------- | ---------- | ------- | ------ | -------- | ---- |
| 2002 | 第十五屆雲林縣議員選舉 | 雲林縣第一選舉區 | 民主進步黨 | 4,739   | 6.25%  |          |      |
| 2005 | 第十六屆雲林縣議員選舉 | 雲林縣第一選舉區 | 民主進步黨 | 13,171  | 16.92% |          |      |
| 2008 | 第七屆立法委員選舉     | 雲林縣第二選舉區 | 民主進步黨 | 61,703  | 38.29% |          |      |
| 2009 | 第七屆立法委員補選     | 雲林縣第二選舉區 | 民主進步黨 | 74,272  | 58.81% |          |      |
| 2012 | 第八屆立法委員選舉     | 雲林縣第二選舉區 | 民主進步黨 | 121,368 | 60.98% |          |      |
| 2016 | 第九屆立法委員選舉     | 雲林縣第二選舉區 | 民主進步黨 | 121,114 | 68.17% |          |      |
| 2020 | 第十屆立法委員選舉     | 雲林縣第二選舉區 | 民主進步黨 | 119,468 | 57.30% |          |      |
| 2022 | 第十九屆雲林縣縣長選舉 | 雲林縣           | 民主進步黨 | 152,620 | 41.60% |          |      |
| 2024 | 第十一屆立法委員選舉   | 雲林縣第二選舉區 | 民主進步黨 | 115,376 | 59.48% |          |      |

## 事件

### 學歷爭議
2012年，劉建國遭前對手前立委許舒博指控學歷造假，影響選舉結果，提出選舉無效之訴。許舒博指控劉建國在2009年9月的第7屆雲林縣立委缺額補選、2011年第八屆雲林縣立委選舉時，明明沒有大學學歷，卻在選舉公報上填「國立空中大學公共行政系」、「美和技術學院社工系」，誤導選民，違反選罷法。經台南高分院查証劉建國僅選讀空中大學，未取得學位，美和技術學院社工系方面，則只有選修斗六社工班二十學分，亦未取得學位，雖然自己美化學歷，違反選罷法施行細則，但不足以影響選舉結果，判許舒博敗訴，且不得上訴。
劉建國後來又赴南華大學旅遊管理研究所進修碩士學位，學位論文《古坑綠色隧道遊客之旅遊動機、意象、體驗價值與重遊意願之探討》於2019年撰寫完成並經口試後，申請將公開全文時間延遲5年，至2024年才公開。他的碩士學位論文指導教授丁誌魰掛名第一作者，與劉建國一起將該論文投稿至2019年6月的一場研討會「休閒產業與健康促進學術研討會」。

### 媒體報導密戀
2014年，《蘋果日報》引用《周刊王》的報導，指稱未婚的劉建國與前民進黨籍新北市議員李婉鈺密戀，期間還分別與民進黨立委蕭美琴、前民進黨立委陳瑩去吃飯、按摩。劉建國事後表示該報導非事實。
2016年5月，新北市前議員李婉鈺在臉書上發表一張在臥室的合照，在李的床上睡著一個貌似立委劉建國的「鬍子男」。針對此事，劉建國透過幕僚表示，「李婉鈺PO文不值得回應」。劉建國說明，與李婉鈺確實曾經戀愛，但兩人已經情斷，現在只是朋友關係。後傳出李婉鈺的作為其實是向雲林縣議員廖秋萍「宣示主權」，2016年5月30日，劉建國聯合廖秋萍在斗六服務處開記者會對外澄清，劉與廖只是好朋友。

### 與張碩文因選舉糾紛互毆
2015年，劉建國與多年對手前立委張碩文，在參加「雲林縣旅北同鄉會」餐敘活動時，在洗手間一言不合大打出手，前監察委員林秋山趕緊制止兩人，張碩文走出洗手間時被劉建國的支持者擋下，雙方再度發生口角。同一餐會的民進黨立委李應元等人勸阻，張離去後，衝突結束。張劉兩人是雲林縣斗六市的前後任立委，形象亦皆年輕俊朗，媒體多報導為「前後任型男立委廁所內互毆」。
由於劉建國與張碩文皆曾與新北市議會前議員李婉鈺傳出緋聞，外界質疑是兩人打架原因是為了李婉鈺而爭風喫醋。張碩文回應，這應該是選舉糾紛，與兒女私情無關，他只是正當性防衛，要求劉建國向社會大眾道歉。
劉建國則回應，張碩文自己也該向社會大眾道歉，對於打架事件，「男人打架，不需要多說甚麼」，不希望牽扯上李婉鈺。並表示：「若張先生認為本人讓他受到傷害，歡迎張先生向警察機關報案，本人絕對配合接受調查，負起應負之責任。」

### 萊豬投票
2020年12月，因在立法院就萊豬進口投棄權票而與民進黨中央不一致，12月30日，劉建國遭民進黨罰款3萬元、停止黨團黨權運作3年等處分。

## 外部連結
- 劉建國 （页面存档备份，存于）
- 劉建國粉絲團 （页面存档备份，存于）
- YouTube上的劉建國頻道
- 立法院-委員簡介-劉建國 （页面存档备份，存于）